# Dicraeus oboensis
Dicraeus oboensis är en tvåvingeart som beskrevs av Ismay 1984. Dicraeus oboensis ingår i släktet Dicraeus och familjen fritflugor. Inga underarter finns listade i Catalogue of Life.